# Oratorio di San Marco (Prato)
L'oratorio di San Marco di Prato sorge in piazza San Marco.
L'edificio risale al XII secolo. Questo conserva la facciata in pietra alberese, con trasformazioni secentesche che interessarono anche gli interni (in particolare l'altare). All'esterno si trova un portale con timpano ad arco, tre finestre centinate e un rosoncino centrale, sotto la forma a capanna del tetto con spioventi. Oggi la chiesa non è più officiata.
L'edificio attualmente ospita la sede di Prato dell'Unitalsi.

## Galleria d'immagini

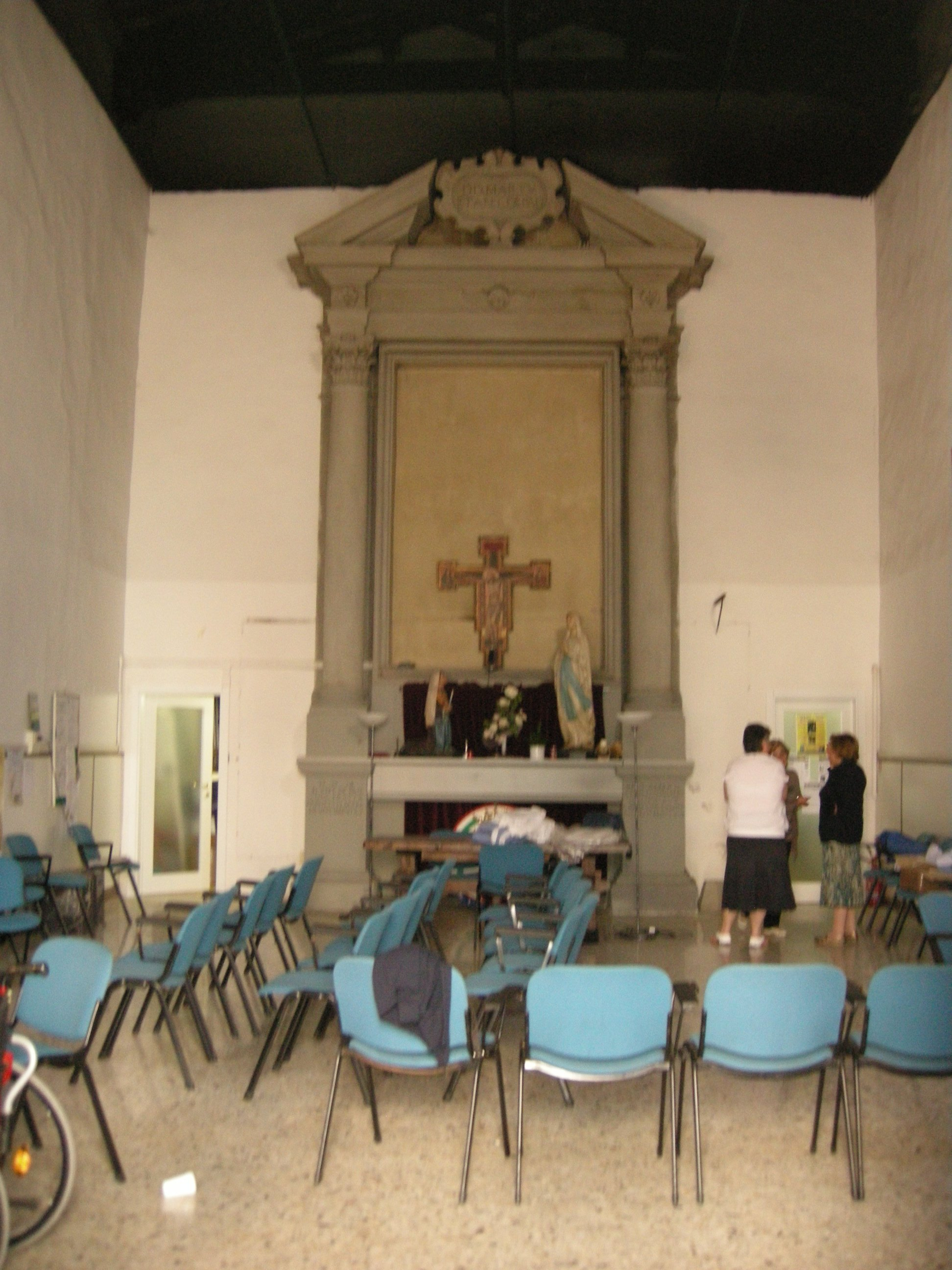
Interno
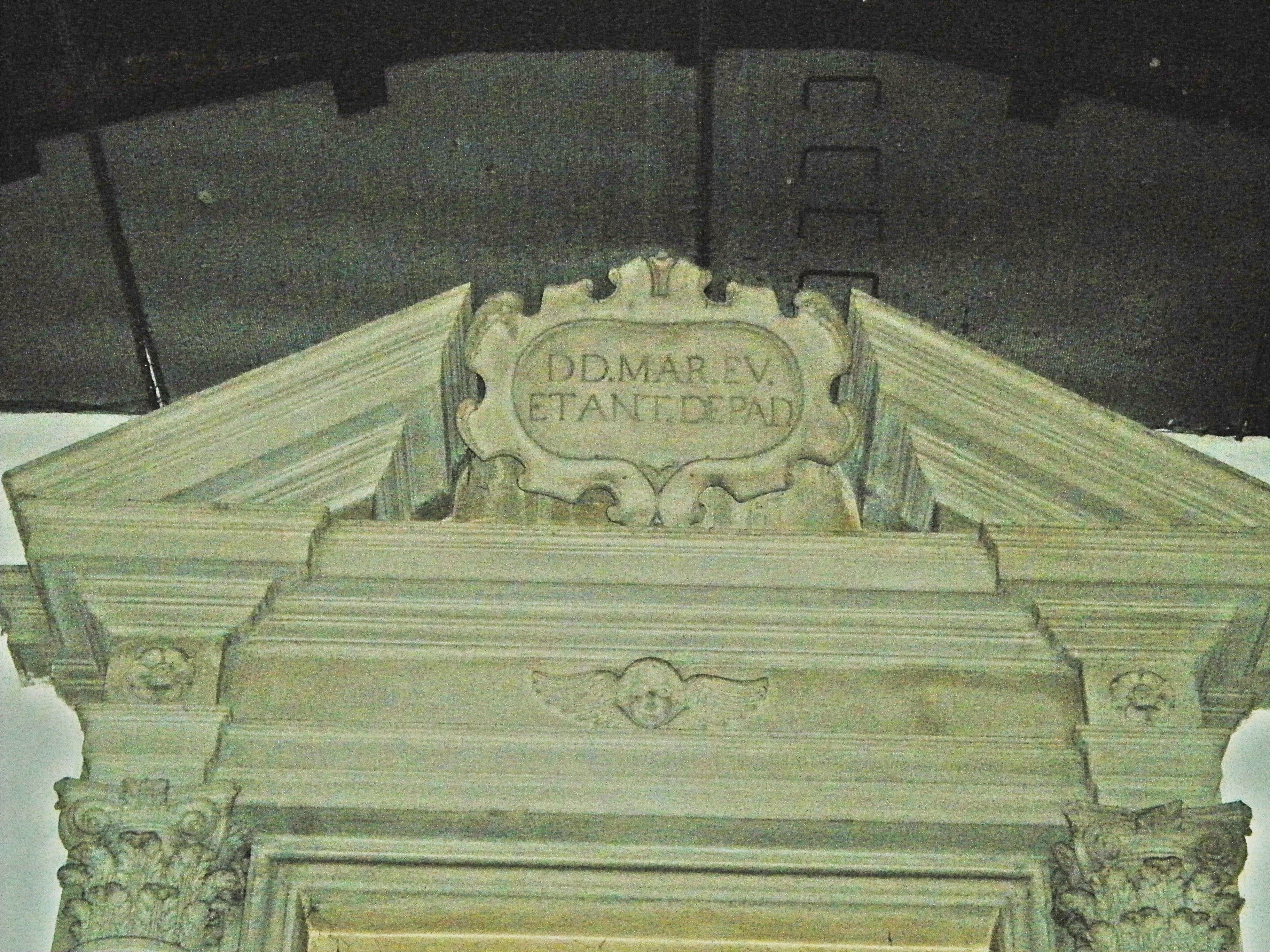
Dettaglio dell'altare